# Bola – Haus der Kulturen
Das BOLA – Haus der Kulturen Ruhr ist eine Kultur & Bildungsstätte in Bochum mit Medienzentrum und Übernachtungsmöglichkeiten. Es entstand als Projekt deutscher Vereine im internationalen Netzwerk des seit 2000 regional und international aktiven, gemeinnützig anerkannten Netzwerkes und Dachverbandes proKulturgut.net e.V.
Die Vereine kooperieren mit den Kulturbüros und Jugendämtern der Städte Bochum und Essen, Jugend für Europa, dem Land NRW,
sowie als Veranstalter und Partner der "Extraschicht" mit RUHR.2010 – Kulturhauptstadt Europas.
Von 2005 bis 2009 war das Projekt in einem denkmalgeschützten, ehemaligen Bauerngebäude im Essener Stadtteil Steele, nahe dem S-Bahn-Haltepunkt Essen-Steele-Ost untergebracht. 2010 zog es in das ehemalige Naturfreundehaus Bochum Dahlhausen – nunmehr bekannt als "BOLA Kulturhostel Ruhr" und "BOLA Bildungsstätte" der Akademie der Kulturen NRW. Dort begegnen und präsentieren sich europäische und nichteuropäische Kulturen aller Kontinente.
Die Initiatoren wenden sich an Menschen, die durch bildende und darstellende Kunst, Musik, Literatur, Medien, Bildung sowie durch Handel und Wirtschaft dazu beitragen, Verständnis und Miteinander im Sinne des Eine-Welt-Gedankens zu entwickeln.
In der Tradition der vom Trägerverein seit 2003 veranstalteten Europafeste finden in der Bildungsstätte BOLA Ausstellungen, Jazz- und Weltmusik-Konzerte, Tagungen und Seminare der Akademie der Kulturen NRW sowie Projekte des internationalen Jugendaustausches statt.
Seit 2012 veranstalten die gemeinnützigen Institute im BOLA kooperativ und vom Land NRW, der Stadt Bochum und anderen unterstützt, mit vielen anderen lokalen, regionalen und internationalen Partnern das "Ruhrstadt-Festival.de", ein interkulturelles Projekt mit der Idee, einer grenzenlosen Ruhr-Kultur neuen Raum zu geben und die Identität der Region Ruhr zu stärken.